# Slammärla
Slammärla (Corophium volutator) är en kräftdjursart som först beskrevs av Peter Simon Pallas 1766. Enligt Catalogue of Life ingår slammärla i släktet Corophium och familjen Corophiidae, men enligt Dyntaxa är tillhörigheten istället släktet Corophium och familjen Corophidae. Arten är reproducerande i Sverige. Inga underarter finns listade i Catalogue of Life.

## Bildgalleri

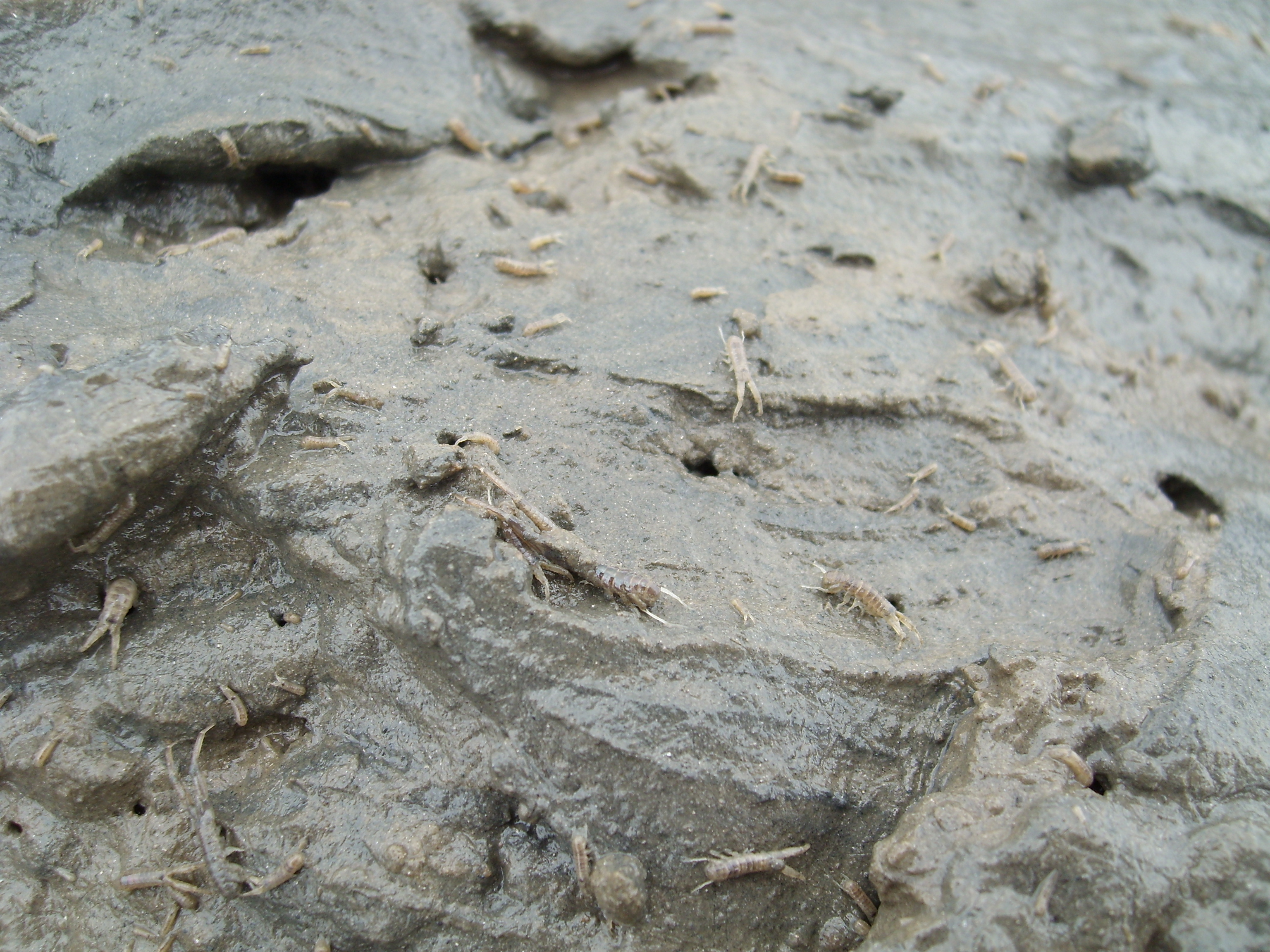
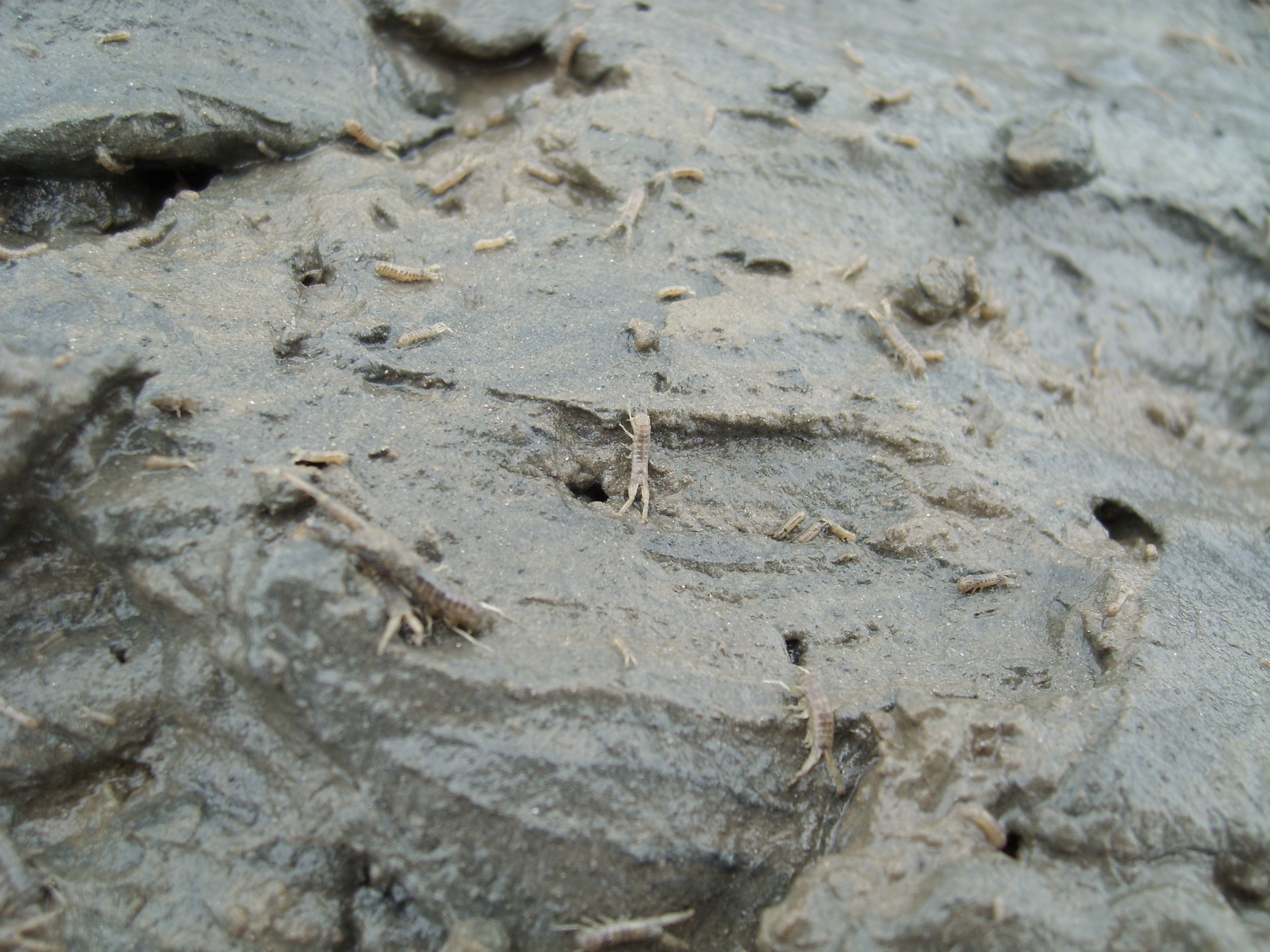
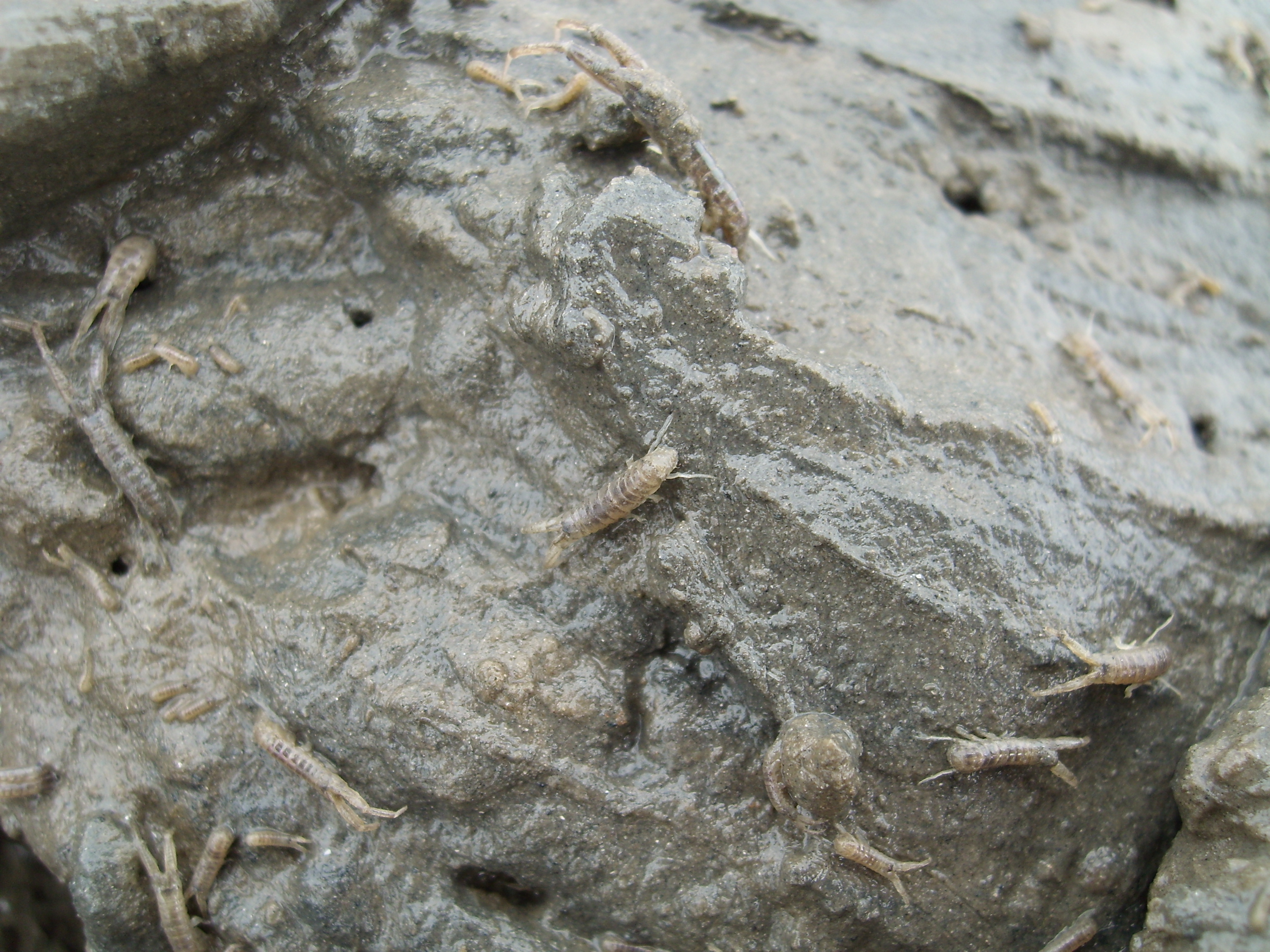